# Gốm sứ thời Minh
Gốm sứ thời Minh là bài viết về những sản phẩm gốm sứ làm ra tại thời nhà Minh, Trung Quốc, trong khoảng từ thế kỷ 15 đến thế kỷ 18 tại trấn Cảnh Đức. Đây là những sản phẩm gốm nổi tiếng trên thế giới.

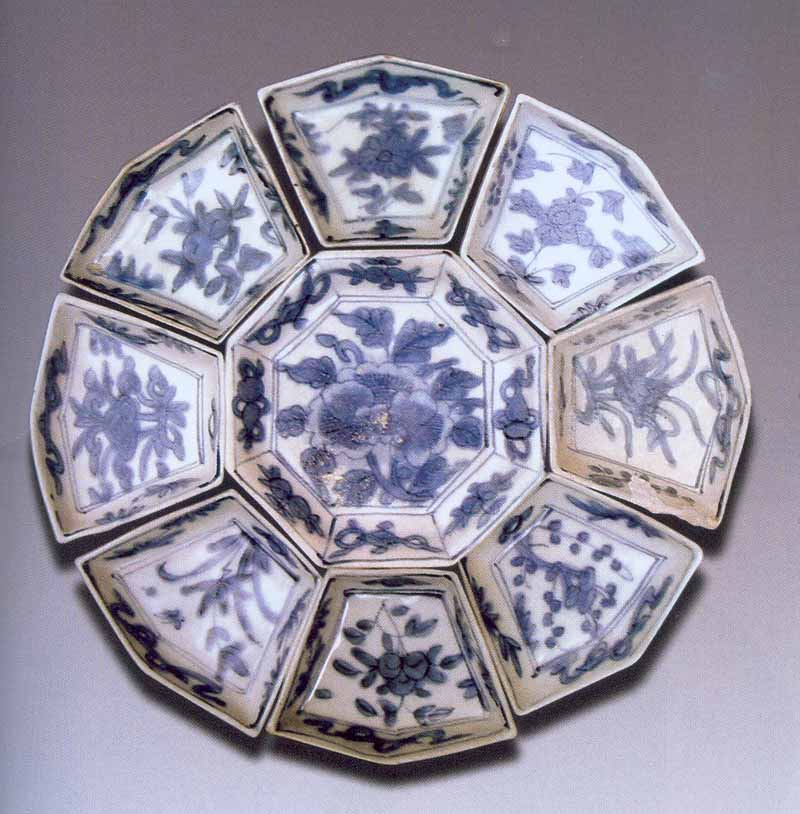
Bộ đĩa sứ hoa lam sản xuất vào thế kỷ 16, thời Minh, Trung Quốc

## Sơ lược về việc sản xuất gốm sứ thời Minh
Về lịch sử nhà Minh xem bài chi tiết hơn trong bài Lịch sử Trung Quốc.
Năm 1368 Chu Nguyên Chương nổi dậy lật đổ đế chế ngoại tộc Nguyên, lên ngôi Hoàng đế, đặt niên hiệu là Hồng Vũ, đổi quốc hiệu là Minh, đóng đô ở Nam Kinh. Sau khi nhà Minh đóng đô ở Nam Kinh thì lò Ngự (lò chế đồ cho nhà vua) cùng được xây dựng ở trấn Cảnh Đức. So với các tỉnh Phúc Kiến, Quảng Đông vẫn tiếp tục sản xuất đồ gốm như trước thì trấn Cảnh Đức là trung tâm sản xuất đồ gốm lớn nhất Trung Hoa thời bấy giờ với những kỹ thuật tinh xảo.
Đồ gốm thời Minh phát triển trên cơ sở kế thừa kỹ thuật sản xuất Tống - Nguyên và đổi mới rất nhanh trên nhiều phương diện. So với giai đoạn Tống - Nguyên, đồ gốm sứ Trung Quốc thời Minh phong phú, đa dạng hơn nhiều cả về loại hình, các loại men và đề tài trang trí.
Đây là thời kỳ đăng quang của gốm sứ hoa lam vì người Trung Quốc đã mua được nguyên liệu côban từ Ả Rập để vẽ lên gốm sứ tạo ra những sản phẩm gốm hoa lam (thanh hoa) tuyệt đẹp cung cấp cho thị trường trong nước và xuất khẩu và được nhiều nước trên thế giới ưa chuộng.
Dưới thời Minh, người làm gốm cũng chế ra men nhiều màu (tam thái, ngũ thái) với kỹ thuật và nghệ thuật tô, vẽ màu phong phú đầy sáng tạo. Thời kỳ này đồ sứ hoa lam và đồ sứ vẽ nhiều màu trên men chiếm số lượng lớn nhất. Các sản phẩm gốm sứ không chỉ mang tính chất sử dụng mà còn là những tác phẩm nghệ thuật sống động.

## Loại hình, hoa văn
So với những giai đoạn trước, xương gốm thời Minh mỏng đều hơn, độ kết tinh của xương mịn, chắc, men trắng và dày.

### Loại hình
Dựa vào kết quả các cuộc khai quật và một số sản phẩm hiện còn trong các viện bảo tàng, các nhà nghiên cứu thống kê có ít nhất 14 loại hình được sản xuất trong thời kỳ này. Đó là: âu, bát, bình, chậu, chén, choé, chum, đĩa, hộp, hũ, kendy, lọ, nậm, tượng trong đó chiếm số lượng lớn nhất là bát và đĩa.
- Âu có nắp và chia ra 2 kiểu: kiểu miệng rộng hơi cúp, thành cong khum, đế thấp, lõm; và kiểu miệng đứng, thành hơi cong, đế thấp, lõm.
- Bát có 5 kiểu. 1- Bát có miệng loe, thành cong, lòng sâu, đế thấp, lõm chiếm đa số; 2- Bát có miệng loe rộng, gờ miệng cắt khấc, thành vát, đế nhỏ, thấp lõm; 3- Miệng loe bẻ, thành cong, đế thấp và lõm; 4- Miệng loe, thành hơi cong, lòng cạn, đế thấp; 5- Miệng đứng, thành cong, lòng sâu, đế hơi cao, lõm.
- Bình có 3 chiếc chia 3 kiểu. 1- Miệng nhỏ và đứng, cổ hình trụ, vai gù, thân trên phình to, thuôn dần xuống đế, đế lõm; 2- Miệng nhỏ và loe, gờ miệng vê tròn, cổ eo, vai phình rộng, thân dáng chóe, đế loe, lõm; 3- Miệng đứng, cổ cao hình trụ, thân hình cầu, đế thấp, lõm.
- Chậu miệng loe xiên, thành cong, lòng sâu, giữa hơi lồi, đế lõm không chân.
- Chén có 3 kiểu. 1- miệng loe, thành cong ưỡn, đế thấp, lõm; 2- Miệng đứng, thành hơi cong, đế thấp, nắp hình chỏm cầu, núp nắp cao có tán tròn dẹt; 3- Miệng loe, thành đứng, đế cao, loe và rỗng.
- Chóe có miệng rộng và đứng, cổ ngắn, vai phình, thân thuôn, đế bằng, có nắp.
- Chum có miệng rộng và đứng, cổ ngắn, vai phình, thân trên to, thu nhỏ vè đế, đế lõm.
- Đĩa có 6 kiểu. 1- Miệng loe, thành cong, đế thấp, lõm; 2- Miệng loe xiên, thành cong gãy, lòng nông, đế thấp, lõm; 3- Miệng loe rộng, thành vát, đế rộng, thấp, lõm; 4- Dáng chậu, miệng hoe xiên, thành cong ưỡn, lòng sâu, đế thấp, lõm; 5- Đĩa nhỏ hình vuông uốn góc, thành vát, bòng nông, đế thấp, lõm; 6- Bộ đĩa gồm 1 đĩa bát giác ở giữa và 8 đĩa ngũ giác xung quanh.
- Hộp có 7 kiểu. 1- Hình chữ nhật uốn góc gồm 2 phần ghép lại; 2- Hình tròn dẹt gồm 2 phần ghép lại. Thân hộp hình đĩa, đế thấp, lõm, nắp cong khum; 3- Hình tròn dẹt gờm 2 phần ghép lại, tạo hình quả bí đỏ hoặc thân và nắp trang trí in nổi hoa lá, con vật; 4- Hộp tròn, nắp hình chỏm càu, mặt nắp in nổi rùa, rắn, tôm, cua; 5- Hộp tròn, nắp hình bán cau gồm 2 tầng, tầng trên hình chỏm cầu in nổi băng cánh cúc, đỉnh có núm đi động được; 6- Hộp hình bát giác. Mặt nắp chia 8 ô hình thang, trong mời ô in nổi một bông hoa. Núm nắp tròn hoặc tạo hình con cóc; 7- Hộp tạo hình con thú nằm gồm 2 phần: thân hộp là phần chân và bụng thú, nắp 1à phần đầu và lưng thú.
- Hũ có 2 kiểu. 1- Miệng rộng, gờ miệng vê tròn, cổ ngắn, vai xuôi có 4 tai nam ngang, thân hình trũng thuôn dần về hai đầu, đế hơi lõm giữa, không phủ men. Quanh thân trang trí nổi bằng răng cưa hoặc khắc chìm 3 đường chỉ và 4 khóm địa lan; 2- Miệng nhỏ, gờ miệng vê tròn, cồ ngắn, vai xuôi, thân trên phình rất to, thu nhỏ về đế, đế hơi lòm giữa và để mộc.
- Kendy (bình rượu có vòi hình bầu vú) có miệng đứng, cổ cao hình trụ, đoạn gần miệng có gờ rộng, vai xuôi, bụng phình tròn đều, vòi hình bầu vú, đế thấp, lõm.
- Lọ có 6 kiểu. 1- Miệng nhỏ và loe, cổ thắt, thân hình cầu (hoặc cầu dẹt), đế lõm (hoặc bằng); 2- Miệng đứng hoặc hơi 1oe, vai phình, thân dáng chuông, đế bằng (hoặc lõm) để mộc; 3- Miệng khoét tròn (rộng hoặc hẹp), thân hình cầu dẹt, đế lõm không chân; 4- Miệng khoét tròn, thân tròn dẹt chia nhiều múi nổi tạo hình quả bí đỏ, nắp hình bông hoa 6 cánh hoặc hình tròn dẹt trang trí in nổi; 5- Miệng 1oe xiên, cổ hơi cao, thân tạo hình quả bí đỏ, đế lõm không chân; 6- Miệng 1oe, cổ cao hình trụ, vai hơi ngang, thân dáng chuông thấp, đế rộng, thấp lõm không phủ men.
- Nậm có 2 kiểu dáng khác nhau. 1- Nậm hoa lam có miệng loe, cổ cao, vai phình trang, bụng hình cầu, đế thấp lõm; 2- Nậm chiều màu có dáng củ tỏi, miệng đứng, cổ cao. Phần cổ gần miệng hơi phình, vai xuôi, bụng dưới phình to, đế thấp bằng, đế mộc.
- Tượng. Nhóm tượng có nhiều loại, trong đó đặc sắc là tượng gốm men nhiều màu tạo hình em bé ôm bình hoa sen đứng trên bệ hình vuông, trên đầu kết nơ, miệng nở nụ cười tươi, mình mặc quần áo và yếm yếm hoa.

### Hoa văn
Trải qua hàng ngàn năm lịch sử, nghệ thuật đồ họa Trung Quốc đã để lại hệ thống đồ án hoa văn trang trí trên gốm sứ vô cùng phong phú. Kế thừa và phát huy, đồ gốm sứ thời Minh có hoa văn trang trí bao gồm từ những băng hoa văn hình học làm đường diềm cho đến những bức tranh phong cảnh sơn thủy, lâu đài, nhân vật, phản ánh nhũng điển tích và sinh hoạt; từ động vật sống trên cạn, các loài côn trùng đến nhưng loài thủy sinh... tất cả đều được diễn tả sinh động qua đề tài, bố cục, đường nét, hình trang trí có ngụ ý, biểu tượng, mang nội dung cụ thể.
- Hoa văn nhân vật: Theo các học giả nghiên cứu về gốm sứ Trung Quốc thì từ thời nhà Tống đề tài người mới được trang trí trên đồ gốm sứ. Những hình người được vẽ trong các tư thế sinh hoạt với lối y phục đời thường như hình người trong tư thế đứng, mình mặc áo choàng dài, người bắn cung và thiếu nữ, người chơi đàn và một người cầm quạt đứng trước lư hương đang tỏa khói. Thời Minh đạo Lão thịnh hành và đề tài này cũng được thể hiện cả trên đồ gốm sứ, đó là bộ 8 đĩa, mỗi đĩa vẽ một vị tiên trong Bát tiên đạo Lão hoặc một vị thần trong truyền thuyết của Trung Quốc: Hán Chung Ly, Trương Quả Lão, Hàn Tương Tử, Hà Trên Cô, Tào Quốc Cựu, Lam Thái Hòa...
- Hoa văn động vật: Gốm thời Minh vẽ nhiều loại cầm, thú, thủy sinh, côn trùng, bò sát.
  - Nhóm thú: Rồng là linh thú được vẽ nhiều nhất. Hai rồng có cánh đuổi nhau được vẽ trên bát hoa lam, rồng năm móng vờn ngọc giữa sóng biển và mây trên bình, rồng năm móng được vẽ trong ô tròn thành ngoài chum sứ men trắng vẽ nhiều màu cùng với sóng nước. Thành ngoài bát hoa lam thường vẽ đôi rồng và phượng đuổi nhau. Kỳ lân cũng là linh thú hay được vẽ trên gốm. Theo quan niệm của người Trung Quốc, lân biểu hiện cho điềm lành vì nó chỉ xuất hiện vào thời thái bình. Sư tử được coi là đồng loại của kỳ lân. Sư tử được vẽ giữa hoa lá trên thành ngoài choé nhiều màu hoặc vẽ trong tư thế đang đùa với quả cầu (sư tử hí cầu). Nai được vẽ trên lọ hoa lam với tư thế đứng trong ô hoặc kết hợp với cây tùng trong đồ án tùng - lộc trên các đĩa hoa lam. Nai còn đứng trong đồ án tam hữu trên thành ngoài bát hoa lam cùng khỉ và vẹt. Ngoài ra, còn có 2 hoặc ba con ngựa được vẽ trong tư thế phi nước đại trên thành lọ hoa lam, đàn sóc giữa những chùm nho trên choé hoa lam và nhiều màu...
  - Nhóm lông vũ: Gồm có phượng, hạc, cò, vịt, công, vẹt, gà, thiên nga. Phượng là giống chim thiêng đem bại điềm lành, báo hiệu thời thái bình thịnh trị và biểu trưng cho phú quý. Hình tượng con cò được vẽ cùng hoa sen. Vịt được vẽ cùng hoa sen trong đồ án liên - áp ở thành ngoài bát hoa lam và có đĩa hoa lam vẽ bốn con thiên nga trong hồ sen. Gà được vẽ trên nắp hộp sứ trắng vé nhiều màu bên hoa mẫu đơn thường là vẽ đôi gà giữa đám cỏ cây, hoa lá. Ngoài ra còn có chim công được vẽ trên bát hoa lam, vẹt ở thành ngoài bát, hạc ở thành trong đĩa hoa lam...
  - Nhóm côn trùng: thành ngoài mai bình sứ trắng cùng hoa cúc trong đề tài cúc - điệp thì chuồn chuồn được vẽ ở thành ngoài đĩa hoa lam.
  - Nhóm thủy sinh và lưỡng cư: Đề tài cá nhảy trên sóng nước được vè ở giữa lòng bát, cá ngoi đầu trên mặt nước ở đĩa. Cá còn được in nổi trên nắp hộp men nâu đen cùng sóng nước, mặt nắp hộp men nâu in nổi rùa, rắn, tôm, cua... và tạo hình con cóc trên núm nắp hộp gốm men xanh...
- Hoa văn thực vật: Những đồ án trang trí lấy trong thiên nhiên như hoa quả, cây cỏ được sử dụng nhiều nhất. Hoa sen được vẽ thành nhiều khóm trong hồ nước, hoa sen được vẽ cùng các chùm quả đào, cựu, nho, sen còn được dùng kết hợp trong đề tài trang trí sen - vịt ở bát hoa lam, sen còn được trang trí cùng chữ Phạn ở thành ngoài bát hoặc in nổi trên nắp hộp gốm men xanh lục. Hoa cúc được vẽ trên bình sứ nhiều màu cùng hoa mẫu đơn cùng tùng và trúc. Hoa cúc còn được in nổi trên mai bình sứ trắng cùng con bướm. Hoa mai kết hợp với cành tùng trong đồ án "triền chi" quanh thành ngoài bát hoa lam, hoa mai còn được in nổi trên nắp hộp gốm men xanh lục trong đồ án mai - điểu. Hoa mẫu đơn ngoài trang trí cùng các loài hoa khác trên choé sứ nhiều màu, ngoài ra còn được vẽ cùng các loài cầm thú như sư tử trên chóe. Ngoài ra còn có các loại hoa dây, địa oan... được vẽ trên bát, đĩa, bình...
 Bên cạnh các loài hoa còn có nhiều loài quả được sử dụng làm đồ án trang trí như chùm nho, chùm lựu trong bòng bát hoa 1am. Có chiếc đĩa men vàng vẽ có mặt cả ba chùm lựu (phúc), nho (lộc), đào (thọ) trong đề tài tam đa. Nho còn được vẽ trên thành ngoài chóe cùng với bầy sóc. Đề tài tứ quý còn có mặt tùng, trúc, sen, đào kết hợp với nhau...
- Hoa văn đường diềm thường chia băng, chia ô quanh phần miệng, vai hay phần chân đồ gốm. Băng cánh hoa sen là một trong những hoa văn được sử dụng 1àm đường diềm nhiều nhất. Loại này bao gồm cánh sen đầu vuông trên bát hoa lam, cánh sen đầu nhọn trên vai các lọ hoa lam, cánh sen nghiêng trên bát hoa lam. Băng hoa bốn cánh trong hình thoi được vẽ trên miệng bát hoa lam hay trên miệng bình men trắng vê nhiều màu. Trên các thành miệng trong và ngoài bát men trắng vẽ nhiều màu (N 86, 87) hoặc quanh cổ các bình vẽ nhiều màu thường thể hiện các dải hoa lá hoặc các cành hoa. Các loại 1á cây cũng được sử dụng thành băng trang trí. Băng tàu lá chuối được vẽ trên vai và giáp đế chum sứ men trắng, băng hoa văn sóng nước được vẽ khâu nhiều quanh chân đế chum nhiều màu... Ngoài ra còn có các kiểu trang trí đường diềm khác như băng chữ T ở thành miệng trong bát hoa lam, băng dải xoan ở thành ngoài miệng bát, băng vạch chéo trong tam giác ở gờ nắp chóe, chữ S gấp khúc trên gờ miệng bát, băng liên hoàn sơn thủy, đình, liễu trên bát hoa lam...

## Các loại men và minh văn

Minh văn trên gốm thời Minh, Trung Quốc

### Các loại men
- Men lam: Gốm thời Minh sử dụng vẽ lam dưới men trắng khá điển hình như bát, đĩa, lọ, nậm, chén, kendi. Men lam được dùng vẽ hoa lá dưới nền men vàng. Men lam vẽ dưới men trắng trong lấn nung thứ nhất kết hợp vẽ nhiều màu qua lần nung thứ hai ở nậm nhiều màu. Men lam được dùng viết minh văn trên miệng bình nhiều màu, dưới đế đĩa đỏ nâu hay trên chén sứ men trắng.
- Men nhiều màu: Ngoài men lam nặng lửa ở bần nung thứ nhất, gồm thời Minh còn dùng men nhiều màu ở lần nung thứ hai, gồm màu xanh xám, đỏ, vàng thường vẽ ở choé và nậm.
- Men vàng: được sử dụng với sắc độ đậm ở mảnh đế lọ, đĩa, chum. Với sắc độ nhạt hơn ở choé có nắp, tượng,...
- Men đỏ: Men đỏ được vẽ trên bát, choé và nậm. Men đỏ nâu sận được phu trên đĩa, sắc nhạt hơn được vẽ trên bình nhiều màu. Việc sử dụng men đỏ là một sự chứng tỏ kỹ thuật men sứ đã đạt đến đỉnh cao trong lịch sử gốm sứ Trung Hoa.
- Men xanh lục: Men xanh lục sần vẽ trên chum hay phủ ngoài 1ọ, hộp. Men xanh lục còn được vẽ trên bát và choé.
- Men ngọc: thường phủ cả thành trong và ngoài đĩa.
- Men trắng: phủ trên chén, lọ, mai bình, bát, đĩa và chậu.
- Men xám: được phủ trên đĩa vè nhiều màu
- Men nâu: được phủ ngoài hộp có nắp...

### Minh văn
Đặc biệt thời Minh đã bắt đầu phổ biến việc dùng minh văn, thể hiện dấu niên hiệu trên đồ gốm sứ và được thể hiện bằng cách viết hoặc khắc chìm. Có bát hoa 1am trong lòng viết chữ Hỷ, thành ngoài viết 4 chữ Phương truyền vạn cổ (芳傳萬古) hoặc Vạn cổ trường xuân (萬古長春). Niên hiệu vua thường được dùng 4 chữ như Tuyên Đức niên tạo (宣德年造), Thành Hóa niên chế (成化年製) hoặc 6 chữ Đại Minh Gia Tĩnh niên chế (大明嘉靖年製), Đại Minh Vạn Lịch niên chế (大明萬曆年製). Nhưng cá biệt có sản phẩm chỉ viết 2 chữ Đại Minh. Minh văn thể hiện bằng khắc chìm chỉ có dòng chữ Đại Minh Thành Hóa niên chế (大明成化年製) thường khắc dưới đế theo kiêu chữ chân và chưa thấy trường hợp nào viết chữ triện.

## Chùm ảnh sản phẩm

Bát sứ hoa lam (thế kỷ 15)Bát sứ hoa lam (thế kỷ 15)
Đĩa hoa lam (thế kỷ 16)Đĩa hoa lam (thế kỷ 16)
Chén ghi: Đại Minh Tuyên Đức niên chế 大明宣德年製 (1426-1435)Chén ghi: Đại Minh Tuyên Đức niên chế 大明宣德年製 (1426-1435)

## Cẩm nang cho người sưu tầm đồ cổ
Sách về nhận biết đồ thanh hoa dân diêu đời Minh:
- Choé: 古玩與收藏丛书 (Cổ ngoạn dữ thâu tàng tùng thư)- Tác giả: Tào Tân Ngô. Nhà xuất bản Hồ Bắc. Trung Quốc.
- Đĩa: 古玩與收藏丛书 (Cổ ngoạn dữ thâu tàng tùng thư)- Tác giả: Nhất Dật. Nhà xuất bản Hồ Bắc. Trung Quốc.
- Bát: 古玩與收藏丛书 (Cổ ngoạn dữ thâu tàng tùng thư)- Tác giả: Nhất Dật. Nhà xuất bản Hồ Bắc. Trung Quốc.

Tư liệu đấu giá đồ sứ cổ Trung Quốc năm 2002 (tập 1 và 2):
- 拍賣年鑒 (Phách mại niên giám)- Nhà xuất bản Hồ Nam. Trung Quốc.